# Janet Perlman
 (août 2023).
Pour les articles homonymes, voir Perlman.
Janet Laurie Perlman, née le 19 septembre 1954, est une réalisatrice de films d'animation, auteure de livres pour enfants et illustratrice américano-canadienne.
Elle a notamment réalisé le court métrage La Tendre Histoire de Cendrillon Pingouin, qui a été nommé pour un Oscar du meilleur court métrage d'animation lors de la 54e cérémonie des Oscars.

## Biographie

### Formation
En 1970, Janet Perlman part étudier en Suisse et y prend des cours d’art, de cinéma et de photographie à l'Institut Montesano. À son retour au Canada en 1971, elle poursuit ses études à l'École des arts graphiques du Musée des beaux-arts de Montréal, où l’animation fait partie de ses cours obligatoires. Elle produit trois films indépendants durant cette période.

### Ses débuts à l'ONF (1973 - 1982)
Janet Perlman entre au studio d’animation anglais de l’ONF en juillet 1973 en tant que réalisatrice. Elle y illustre deux poèmes pour la série Poets on Films, série destinée à promouvoir les poètes canadiens. 
A 22 ans, en 1976, elle réalise son film Lady Fishbourne’s Guide to Better Table Manners. L'année suivante, elle signe l'animation du film The Hottest Show on Earth (1977). C'est sa première collaboration avec le réalisateur Derek Lamb (en), qui deviendra son mari. Les époux coréalisent et coproduisent ensuite le film Pourquoi moi ? en 1978.
Elle fait apparaître des pingouins pour la première fois dans un film de l'ONF pour illustrer les relations entre le Canada et les États-Unis. 
En 1981, elle réalise La Tendre Histoire de Cendrillon Pingouin. Il recevra plusieurs prix, sera nommé pour un Oscar du Meilleur court métrage d'animation, et un Parents' Choice Award.
Elle est l'une des premières à s'être distinguée dans le domaine du dessin animé humoristique.

### Productions indépendantes et départ aux États-Unis (1982-1995)
Janet Perlman et Derek Lamb quittent l’ONF en 1982. En 1983, ils créent la compagnie de production Lamb Perlman Productions à Montréal. Ils produisent une première série, Sports Cartoons, et plusieurs films publicitaires ou industriels. 
Ils déménagent en 1986 à Cambridge, dans le Massachusetts.
Janet Perlman collabore à plusieurs films d'animation : à Sesame Street, pour la chaîne Home Box Office, en 1984 au moyen métrage de R.O. Blechman The Soldier’s Tale. Elle réalise un segment du film collectif Anijam (1984), produit par Marv Newland. Elle anime plusieurs courts métrages d'animation au cours des années 1990 : Karate Kids (1990) de Derek Lamb, Pink Komkommer (1991) de Marv Newland, ou encore Bob’s Birthday, réalisé par Alison Snowden et David Fine, qui remportera l'Oscar du Meilleur court-métrage d'animation en 1995.

### Retour à l'ONF
En 1996, elle revient à l’ONF. Elle crée AnimaPaix, une série d’animation à vocation pédagogique autour du thème de la résolution de conflits. 
Elle réalise dans ce cadre les courts métrages Dîner intime (en) qui remporte une douzaine de prix, ainsi que La danse des brutes (en) récompensé de 13 prix.
À la fin des années 1990, elle fonde à Montréal le studio Hulascope avec la compositrice Judith Gruber-Stitzer. Elle réalise des films pour la télévision, comme l’adaptation de son roman Penguins Behind Bars en 2003. En collaboration avec l’ONF, elle devient mentor de Hothouse2, un programme pour des artistes émergents qui les accompagnant vers la réalisation de films d’animation professionnels.

## Filmographie
(août 2023).

### En tant que réalisatrice
- 1972 : Comic Strip
- 1973 : The Bulge -Poets in Film no 1-
- 1973 : From the Hazel Bough -Poets in Film no 2-
- 1976 : Lady Fishbourne's Complete Guide to Better Table Manners
- 1978 : Pourquoi moi?
- 1981 : The Tender Tale of Cinderella Penguin
- 1987 : Sports Cartoons
- 1994 : My Favorite Things That I Love
- 1996 : Diner intime
- 2000 : La danse des brutes (en)
- 2005 : Invasion of the Space Lobster
- 2006 : Penguins Behind Bars
- 2008 : Hot Seat
- 2010 : Sorry Film Not Ready
- 2010 : Egg
- 2013 : I Want to Go Home
- 2014 : Monsieur Pug
- 2014 : Bande-annonce de l'édition 2014 du Festival international d'animation d'Ottawa
- Drew Carey's Green Screen Show
- Pupponi

## Œuvres écrites
- 1989 : Penguins Behind Bars
- 1992 : Cendrillon pingouin ou la petite pantoufle de verre
- 1994 : Le costume neuf de l’empereur pingouin
- 2006 : The Penguin and the Pea
- 2013 : The Delicious Bug